# Heckler & Koch HK417
Heckler & Koch HK417 este o pușcă de luptă și o pușcă de trăgător desemnat. Este proiectat și fabricat de Heckler & Koch în Germania.
Fiind versiunea de calibru mai mare a Heckler & Koch HK416 și camerată pentru cartușul de pușcă NATO de 7,62 × 51 mm, este destinat utilizării în cazul în care puterea de penetrare, puterea de oprire și raza de acțiune a HK416 NATO de 5,56 × 45 mm ar fi altfel insuficiente. HK417 este acționat cu gaz, are un bolt rotativ și este capabil de selectiv de tir.
HK417 a fost adoptat pentru serviciu de un număr de forțe armate, forțe speciale și organizații de poliție din întreaga lume, inclusiv Bundeswehr, Comandamentul Comun al Operațiilor Speciale ale Statelor Unite, Armata Statelor Unite, forțele Spețnaz rusești, cum ar fi FSB Alpha Group și alții.